# Falcon Lake (película de 2022)
Falcon Lake es una película franco-canadiense de 2022, dirigida por Charlotte Le Bon.
El rodaje se llevó a cabo en 2021 en Gore, provincia de Quebec.

## Argumento
Basada en un texto de Bastien Vivès, la historia se centra en dos adolescentes que viven una intensa relación bajo las sombras de espíritus. El tímido Bastien, de 13 años, y su familia se alojan en una casa de campo frente a un lago en Quebec; allí conoce a la atrevida Chloé, de 16 años, una diferencia de años importante a su edad. Este relato iniciático está poblado de sensaciones, miedos e inseguridades, exploraciones y misterios.

## Reparto
- Joseph Engel - Bastien
- Sara Montpetit - Chloé
- Monia Chokri - Violette
- Arthur Igual - Romain
- Karine Gonthier-Hyndman - Louise
- Anthony Therrien - Oliver
- Pierre-Luc Lafontaine - Stan